# Норвегія на зимових Паралімпійських іграх 1992
Норвегія на зимових Паралімпійських іграх 1992 року, що проходили у французькому місті Альбервіль, була представлена 23 спортсменами, які змагалися у 3 видах спорту. Норвезькі паралімпійці завоювали 14 медалей, з них 5 золотих, 5 срібних та 4 бронзових. Паралімпійська збірна Норвегії посіла сьоме загальнокомандне місце.

## Медалісти
| Медаль | Призери                                                     | Вид спорту          | Дисципліна                            |
| ------ | ----------------------------------------------------------- | ------------------- | ------------------------------------- |
| Золото | Свейн Торе Фаускруд                                         | Лижні перегони      | 5 км, LW2/4 (чоловіки)                |
| Золото | Свейн Ліллеберг Свейн Торе Фаускруд Тер'є Груер Оге Єнсберг | Лижні перегони      | естафета 4х5 км, LW2-9 (чоловіки)     |
| Золото | Рольф Ейнар Педерсен Тер'є Йогансен Кнут Лундстрем          | Лижні перегони      | естафета 3х2,5 км, LW10-11 (чоловіки) |
| Золото | Рагнгільд Мюклебуст                                         | Лижні перегони      | 2,5 км, LW10-11 (жінки)               |
| Золото | Рагнгільд Мюклебуст                                         | Лижні перегони      | 5 км, LW10-11 (жінки)                 |
| Срібло | Свейн Ліллеберг                                             | Лижні перегони      | 5 км, LW2/4 (чоловіки)                |
| Срібло | Тер'є Груер                                                 | Лижні перегони      | 5 км, LW3,5/7,9 (чоловіки)            |
| Срібло | Оге Енсберг                                                 | Лижні перегони      | 20 км, LW2/4 (чоловіки)               |
| Срібло | Кнут Лундстрем                                              | Лижні перегони      | 10 км, LW11 (чоловіки)                |
| Срібло | Сів Вестенген                                               | Лижні перегони      | 5 км, LW2-9 (жінки)                   |
| Бронза | Ренате Гйортланд                                            | Гірськолижний спорт | супергігант LW3/4 (жінки)             |
| Бронза | Оге Енсберг                                                 | Лижні перегони      | 5 км, LW2/4 (чоловіки)                |
| Бронза | Кнут Лундстрем                                              | Лижні перегони      | 5 км, LW11 (чоловіки)                 |
| Бронза | Сів Вестенген                                               | Лижні перегони      | 10 км, LW2-9 (жінки)                  |